# Effet de neige à Petit-Montrouge
Effet de neige à Petit-Montrouge est un paysage réalisé par le peintre Édouard Manet en 1870.

## Description
Ce tableau montre une vue hivernale du Petit-Montrouge, dans le 14e arrondissement de Paris. Le clocher que l'on distingue au centre de la toile est celui de l'église Saint-Pierre-de-Montrouge.

## Histoire
Manet a peint ce tableau alors qu'il était membre de la garde nationale durant le siège de Paris. Opposé à la peinture d'histoire de cette époque, Manet choisit de ne pas donner une vision héroïque de la guerre, mais plutôt de rendre l'ambiance lourde et menaçante de la bataille. La toile reflète la perte d'espoir de Manet dans la situation militaire, sa profonde solitude et les privations dont il a souffert.
Il s'agit de l'un des rares paysages de l'œuvre de Manet. Le tableau est aujourd'hui exposé au musée national de Cardiff.

## Provenance
Effet de neige à Petit-Montrouge n'est pas mentionné dans les actes de vente de Manet. Il semble qu'il en fait cadeau tout juste après l'avoir peint à H. Charlet. Denis Rouart et Daniel Wildenstein sont d'avis qu'il a été donné au journaliste Pierre Giffard (1853-1922) qui le vend en 1905 à la galerie Durand-Ruel chez qui il demeure jusqu'en 1912, lorsqu'il est acheté par la collectionneuse galloise Gwendoline Davies. Elle le lègue après sa mort au National Museum Cardiff.

## Source
- (en) Cet article est partiellement ou en totalité issu de l’article de Wikipédia en anglais intitulé « Effect of Snow on Petit-Montrouge » (voir la liste des auteurs).